# Мирошников (хутор)
Миро́шников — хутор в Россошанском районе Воронежской области.
Входит в состав Алейниковского сельского поселения.

## Население
| 2010 |
| ---- |
| 1    |

## Улицы
На хуторе имеется одна улица — Алейникова.

## Известные уроженцы
- Алейников, Иван Григорьевич (1912—1945) — советский военнослужащий, лейтенант, Герой Советского Союза.